# قائمة الجوائز والترشيحات التي تلقتها فاتن حمامة

## الفوز

### الخمسينات
- أفضل ممثلة 1951 عن فلم انا الماضي.
- أفضل ممثلة 1954 عن فلم ارحمني.
- أفضل فلم 1954 عن فلم ارحمني.
- أفضل ممثلة المركز الكاثوليكي 1954.
- أفضل ممثلة من وزارة الإرشاد للأفلام 1955.
- أفضل ممثلة المركز الكاثوليكي 1958.
- أفضل ممثلة 1959.
- جائزة من جمال عبد الناصر 1959.

### الستينات
- أفضل ممثلة من وزارة الإرشاد 1961.
- أفضل ممثلة مصرية 1958-1963.
- أفضل ممثلة مهرجان جاكرتا 1963 عن فيلم الباب المفتوح.
- أفضل ممثلة 1965 فيلم الليلة الماضية.

### السبعينات
- أفضل ممثلة مهرجان طهران 1972.
- جائزة من مهرجان الاتحاد السوفيتي 1973.
- دبلوم الشرف من مهرجان طهران الدولي 1974.
- جائزة الكتاب 1975.
- جائزة التميز في الافلام المصرية 1976.
- أفضل ممثل مهرجان طهران 1977.
- أفضل ممثلة مهرجان القاهرة الدولي 1977.
- جائزة تقديرية من انور السادات 1977.

### الثمانينات
- جائزة من مهرجان موسكو في الاتحاد السوفيتي 1983.
- جائزة الإستحقاق اللبناني لأفضل ممثلة عربية عن فيلم ليلة القبض على فاطمة 1984.
- جائزة الاعتراف وجائزة إنجاز العمر من منظمة الفن السينمائي عن دورها في فيلم ليلة القبض على فاطمة 1984.
- جائزة أفضل ممثلة من مهرجان قرطاج السينمائي الدولي، في تونس عن دورها في فيلم الحلو الأيام المريرة.. لطيفة يوم 1988.
- جائزة أفضل ممثلة من منظمة السينمائي عن دورها ايامنا الحلوة المريرة.. مريرة اليوم.

### التسعينات
- جائزة الإنجاز الفني من مهرجان القاهرة الدولي 1991.
- جائزة الإنجاز مدى الحياة مهرجان مونبليه السينمائي 1993.
- أفضل ممثل المركز الكاثوليكي 1994.
- تم اختيار 18 فيلم في أفضل 150 فيلم مصري عام 1996.
- أفضل ممثلة مصرية منذ 1896-1996 أي أفضل ممثلة مصرية حتى ذلك العام.
- اختيار 11 فيلم لها ضمن أفضل 100 فيلم مصري.
- رصاصة في القلب المركز ال65.
- ابن النيل المركز ال82.
- لك يوم يا ظالم المركز ال47.
- المنزل رقم 13 المركز ال93.
- ايامنا الحلوة المركز ال83.
- صراع في الوادي المركز ال25.
- بين الاطلال المركز ال73.
- دعاء الكروان المركز ال14.
- الحرام المركز الخامس.
- امبراطورية ميم المركز التسعين.
- اريد حلاً المركز ال21.

### 2001-2010
- جائزة فخرية من مهرجان الإذاعة والتلفزيون 2001.
- جائزة المراة العربية الأولي 2001.
- جائزة تقديرية من أول سالا مهرجان الفيلم الدولي في المغرب، لمساهمتها في قضايا المرأة من خلال مسيرتها الفنية 2004.

## ترشحاتها

### الاربعينات
- عرض فيلم ست البيت في مهرجان كان السينمائي الدولي 1949.

### الخمسينات
- عرض فيلم ابن النيل في مهرجان البندقية 1951.
- رشح ابن النيل في مهرجان برلين السينمائي لأفضل فيلم دولي 1951.
- رشح لك يوم يا ظالم لأفضل فيلم مهرجان برلين السينمائي 1953.
- رشح صراع في الوادي أفضل فيلم مهرجان برلين السينمائي 1954.

### الستينات
- رشح دعاء الكروان أفضل فيلم مهرجان برلين 1960.
- مهرجان كارلوفي فاري السينمائي الدولي يختار الفيلم لا تتحول الشمس قبالة لأفضل فيلم رشح 1962.
- رشح فيلم الليلة الماضية لأفضل فيلم مهرجان كان السينمائي 1964.
- رشح فيلم الخطيئة لأفضل فيلم مهرجان كان السينمائي 1965.

## انجازات أخرى
- تكريم من قبل وسام الإبداع من الدرجة الأولى من رئيس الوزراء اللبناني الأمير خالد شهاب 1953.

### الستينات
- ضيف شرف في مهرجان موسكو السينمائي الدولي 1961.
- مقابلة مع يوري غاغارين أول إنسان في الفضاء في راديو مصر 1961.
- اختير عضو لجنة التحكيم لمهرجان برلين السينمائي الدولي 1964.
- تكريم من وسام الجمهورية من الدرجة الأولى للفن من الرئيس جمال عبد الناصر 1965.

### السبعينات
- تكريم من قبل وسام الدولة من الدرجة الأولى من الرئيس محمد أنور السادات خلال مهرجان الفن الأول1976.
- عضو لجنة تحكيم مهرجان قرطاج السينمائي الدولي 1978.

### التسعينات
- عضو لجنة التحكيم لمهرجان القاهرة السينمائي الدولي 1991.
- اختيار رئيسا للجان التحكيم الأول بينالي باريس للسينما العربية 1992.
- جائزة فخرية من مهرجان القومي المصري للسينما لها المتميزة طويلة مهنة سينمائية 1995.
- الأمير طلال بن عبد العزيز يختار فاتن حمامة باعتبارها عضواً استشارياً فخرياً في منظمة تنمية الأطفال 1999.
- دكتوراه من الجامعة الأمريكية بالقاهرة 1999.

### 2000-2010
- جائزة الإنجاز مدى الحياة باعتبارها نجمة القرن في السينما المصرية في مهرجان الإسكندرية السينمائي الدولي 2001.
- تكريم من الديكور من جريدة «الارز» (الأرز اللبناني) من الرئيس اللبناني إميل لحود 2001.
- تكريم من الديكور الاختصاصات وخلق من الملك محمد حسن السادس من المغرب 2001.